# 藤原文四郎
藤原 文四郎（ふじわら ぶんしろう）は、日本の歴史作家、歴史研究家。群馬県伊勢崎市出身。

## 来歴
1980年代より、半導体などの電子部品の研究開発に従事する。
大手日本企業、ヨーロッパのグローバル企業、香港企業、シリコンバレーのコンサルティングファームなどに国内外で勤務する傍ら郷土の歴史を探究する。
陽明学の学徒であり、家庭を愛する愛犬家でもある。新潟大学大学院修了、技術経営修士。
『上州国盗り物語　那波一門史』郁朋社、2023年出版
『花の散るらむ　高崎藩下仁田戦争始末記』郁朋社、2024年出版
2025年３月、『奥山のながめせしまに　中澤琴新微組始末記』にて、「歴史浪漫文学賞　創作部門優秀賞」を受賞（郁朋社　歴史文学振興会）。本小説は、2025年8月に発売を予定している。

## 著書
『上州国盗り物語　那波一門史』郁朋社、2023年　ー　歴史の中に埋もれた上州（現群馬県）の豪族那波氏を掘り起こし、一編の物語として小説に仕上げた貴重な1冊である。膨大な資料を丹念に調べ上げた著者の深い洞察を特徴としており、出身地の群馬県伊勢崎市周辺の地域の歴史や人物にも焦点を多く当てている。著者の出身地への深い愛情を感じることができ、地元の歴史や文化に独特の視点を提供している。本小説は、2024年度　第62回群馬県文学賞の小説部門にて、2次選考を通った5作品に選ばれている。「歴史の中に埋もれていた那波一族を掘り起こし、一編の物語に仕上げたことには大きな価値がある。膨大な資料を丹念に調べ上げた力作でもある」との講評をいただいている。
『花の散るらむ　高崎藩下仁田戦争始末記』郁朋社、2024年　―幕末の水戸天狗党と高崎藩との下仁田戦争に関してのものである。１冊目と同様に、著者の詳細な調査・研究と深い洞察を特徴としており、下仁田戦争を水戸天狗党側からの視点ではなく高崎藩側の視点から描いた貴重な１冊であると言える。物語は十五歳という若さで出陣し、壮絶な討ち死にをした若き高崎藩士である本木祭之助を中心として描かれているが、当時の時代背景である国内の尊王攘夷運動の高まりと、その中心的な存在であった水戸徳川家が、なぜ幕末にあのような行動に至ったのか、そして何故あのような悲劇的な結果に終わったのかについての考察をしている。水戸天狗党を扱った多くの書籍では、下仁田戦争については、その歴史的な事実を簡単に述べるにとどまっているが、著者は無謀ともいえるこの戦を何故高崎藩士らが挑んだのか、また藩士らの戦いはどんなものであったのか、当時の戦場がどのようなものであったか、そしてその戦後処理は……と、著者の考察に基づき、この物語を仕上げている。